# Husbands Bosworth
Husbands Bosworth è un paese di 966 abitanti della contea del Leicestershire, in Inghilterra.